# Боливийски червен ревач
Боливийският червен ревач (Alouatta sara) е вид бозайник от семейство Паякообразни маймуни (Atelidae).

## Разпространение и местообитание
Разпространен е в Боливия.